# Joli OS
Joli OS — операційна система для нетбуків, що розроблялася компанією Jolicloud. До версії 1.2 і система називалася Jolicloud, але з цієї версії ім'я Jolicloud буде асоційоване з робочим оточенням, яке можна встановити у вигляді вебзастосунку в будь-якому браузері Google Chrome або Chromium. Самі розробники називали систему «Internet operating system».
У рамках венчурного фінансування Jolicloud отримав $4.2 млн. Перша стабільна версія була випущена в липні 2010, протягом цього місяця всі користувачі поступово отримали оновлення. Разробка ОС припинена у грудні 2013, на заміну був запущений проєкт Joli Drive. У 2016 році розробники припинили розробку Jolicloud і перейшли в новий проєкт Dissident.

## Огляд
Стабільна версія була готова у липні 2010, для загального завантаження система була відкрита 3 серпня 2010. Підтримуються різні моделі нетбуків, зокрема від Acer, Asus, Compaq, Dell, HP, Intel, Lenovo, Micro-Star International, Samsung.
Як основа операційної системи використовується Ubuntu, але налаштована для нетбуків і інших комп'ютерів з обмеженим дисковим простором, пам'яттю і розміром дисплея. Для інтеграції з вебзастосунками, спочатку використовувалася Mozilla Prism, але починаючи з 4 березня 2010 року використовується Google Chrome OS.
Як система контролю версій використовується Git, а також Trac для відслідковування помилок.
На відміну від попередньої версії Jolicloud 1.0 не підтримує режим робочого столу, а її основний інтерфейс заснований на технології HTML5, як в Google Chrome OS, але також є можливість збереження даних і роботи з ними на твердому диску комп'ютера, як у звичайній ОС, ця можливість кардинально відрізняє Jolicloud від Chrome OS. Також користувачі системи можуть встановлювати зі спеціальної бази і синхронізувати всі встановлені на різних комп'ютерах програми за допомогою свого облікового запису в Jolicloud.
Jolicloud 1.0 пропонує повну інтеграцію з понад 700 вебсервісами (включаючи соціальні мережі, блог-платформи, файлові сховища і мультимедійні хостинги).
Jolicloud пропонує користувачам оболонку, побудовану навколо інтернет-браузера Chromium або Google Chrome. Ця оболонка покликана дати простий доступ до вебсервісів, а також дозволяє стежити за активністю контактів користувача на соціальних сервісах і блог-платформах.
Підтримуються кілька способів встановлення системи на комп'ютер користувача, зокрема утиліта (власної розробки), що дозволяє створити інсталятор системи на флеш-пам'яті, а також програма Jolicloud Windows Installer, що дозволяє ініціювати встановлення системи прямо з-під Windows (у Ubuntu, популярного дистрибутиву Linux, є аналогічна програма під назвою Wubi). У випадку, якщо користувач захоче видалити систему, він зможе зробити це прямо з меню керування встановленими програмами Windows.

## Виноски
1. ↑  Where can I get the source code of Jolicloud?. GetSatisfaction.com. Архів оригіналу за 8 липня 2013. Процитовано 16 січня 2011. [Архівовано 2014-03-02 у Wayback Machine.]
2. ↑  Jolicloud — The Jolicloud Manifesto. Архів оригіналу за 3 липня 2009. Процитовано 8 серпня 2010. [Архівовано 2009-07-03 у Wayback Machine.]
3. ↑  Jolicloud Announces $4.2M Series A Round From Atomico Ventures and Mangrove Capital Partners. [Архівовано 11 липня 2009 у Wayback Machine.] (Перевірено 10 липня 2009)
4. ↑  Jolicloud Raises $4.2M From Atomico, Mangrove; Zennström Takes Board Seat [Архівовано 24 вересня 2009 у Wayback Machine.] — TechCrunch Europe (Перевірено 10 липня 2009)
5. ↑  Desktop, OS To Be Discontinued In December[недоступне посилання з червня 2019]
6. ↑  Joli Drive[недоступне посилання з лютого 2019]
7. ↑  Welcoming All Our Users on Jolicloud 1.0. Архів оригіналу за 4 серпня 2010. Процитовано 8 серпня 2010. [Архівовано 2010-08-04 у Wayback Machine.]
8. ↑  First look at Jolicloud’s social netbook operating system – Video. "Brad" (contributor). .liliputing.com. 2009. Архів оригіналу за 8 липня 2013. Процитовано 26 липня 2009.
9. ↑  Netbook OS Jolicloud Prepares For Launch: Exclusive Screenshots To Whet Your Appetite. Robin Wauters. TechCrunch.com. 2009. Архів оригіналу за 8 липня 2013. Процитовано 26 липня 2009.